# North East London

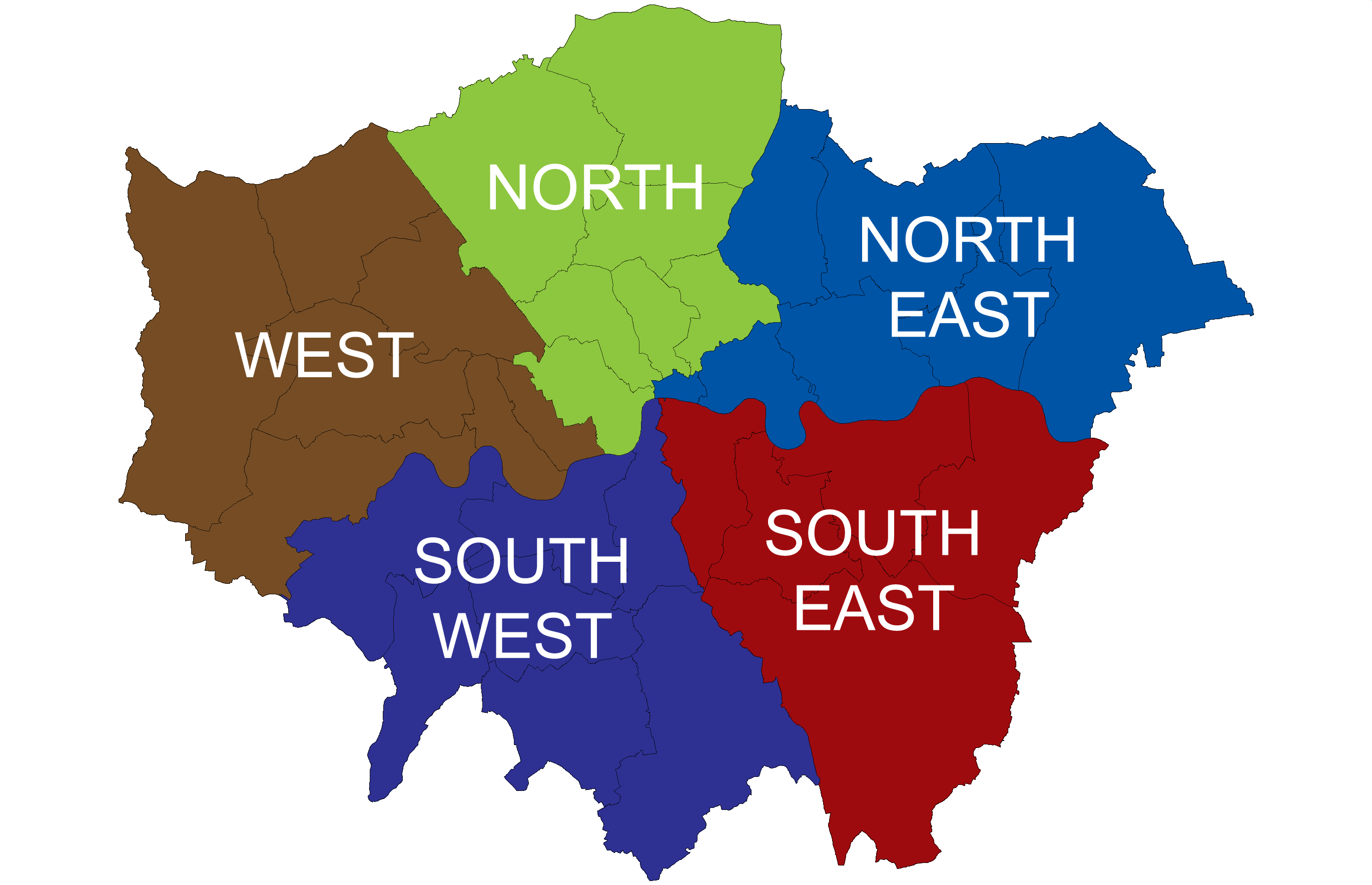
Subregions de Londres (Pla de Londres).

North East London (en català Londres nord-est) és una subregió de Londres segons estableix el Pla de Londres. Aquesta subregió agrupa els districtes londinencs de Barking i Dagenham, Ciutat de Londres, Havering, Newham, Redbridge, Tower Hamlets, Waltham Forest.